# Tea (langage de programmation)
Tea est un langage de script pour l'environnement Java inventé par Jorge Nunes en 1997.
Il combine les fonctionnalités de Java, Scheme et Tcl.

## Caractéristiques
Tea est un langage de programmation fonctionnel intégrant les fonctions comme objets.

## Exemples
Une fonction carré :
```
define
 
carre
 
(
 
x
 
)
 
{
 
*
 
$x
 
$x
 
}

echo
 
[
carre
 
4
]

```

Une liste :
```
define
 
liste
 
(
1
 
2
 
3
 
"quatre"
 
"cinq"
)

```

Un objet cercle :
```
class
 
Cercle
 
(

     
_rayon

     
_centre_x

     
_centre_y

)

method
 
Cercle
 
Surface
 
()
 
{

      
*
 
3.1416
 
$_rayon
 
$_rayon

}

method
 
Cercle
 
constructor
 
(
 
r
 
x
 
y
 
)
 
{

      
set!
 
_rayon
 
$r

      
set!
 
_centre_x
 
$x

      
set!
 
_centre_y
 
$y

}

define
 
c1
 
[
new
 
Cercle
 
7
 
0
 
0
]

define
 
c2
 
[
new
 
cercle
 
10
 
1
 
1
]

echo
 
"Aire c1 : "
 
[
$c1
 
Surface
]

```